# Amphineurus (Amphineurus) leaski
Amphineurus (Amphineurus) leaski is een tweevleugelige uit de familie steltmuggen (Limoniidae). De soort komt voor in het Australaziatisch gebied.